# Screamin' Eagle kit
De Screamin' Eagle kit is een officiële opvoerset voor Harley-Davidson motorfietsen, bestaande uit: Kerker uitlaten, andere ontstekingsmodule, bobine, carburateur, nokkenaskit met klepveren, schotels, stoterstangen en stoters (solids), koppelingsplaten en -veren. De set kan stukje bij beetje gemonteerd worden en dus "bij elkaar gespaard" worden, bijvoorbeeld te beginnen met een T-shirt of petje. Compleet in 1991: ƒ 3870,34. De Screamin' Eagle kit wordt ook weleens spottend "Screamin' Illegal" genoemd.